# Johannes Wiese
Johannes Wiese, nemški častnik, vojaški pilot in letalski as, * 7. maj 1915, Breslau (Šlezija), † 16. avgust 1991, Kirchzarten.

## Vojaška kariera
V vojsko je Johannes Wiese vstopil leta 1934, ko je postal častniški kadet v 6. pehotnem polku.
V Luftwaffe je vstopil leta 1936 s činom Oberfähnricha (višji praporščak). Šolal se je za letalskega opazovalca, oktobra leta 1939 pa je začel s tečaji za pilota lovskega letala. Junija 1941 je bil poslan v poveljstvo lovskega polka (nemško: Stabschwarm) JG 52 na vzhodni fronti, kjer je deloval kot adjutant poveljnika enote. Tam je 23. septembra dosegel svojo prvo zračno zmago, ko je sestrelil sovjetski lahki bombnik Iljušin DB-3. 15. junija 1942 je postal poveljnik druge eskadrilje JG 52, do takrat pa je nanizal že sedem zračnih zmag in si tako potrdil naziv letalski as ter postal specialist za sestreljevanje sovjetskih jurišnikov Iljušin Il-2. Do konca vojne jih je sestrelil kar 70, več kot polovico vseh svojih zmag. 
Svojo 25. zmago je dosegel 29. septembra 1942, 50. pa 25. decembra istega leta. 5. januarja 1943 je bil stotnik Wiese za svojo 53. zračno zmago odlikovan z viteškim križcem. Nagrajen je bil tudi z dopustom, tako, da se je na fronto vrnil šele konec aprila 1943. Nadaljeval je z letenjem in do 7. junija nanizal že 75 zmag v zračnih dvobojih. 5. julija 1943 je v enem dnevu sestrelil kar 12 »Šturmovikov« v bojih nad trikotnikom Orel - Kursk - Belgorod, takrat pa je bil tudi sam prvič zadet in je moral zasilno pristati. 
Svojo 100. zmago je dosegel 17. julija v boju nad obleganim mestom Kuban, kjer je dobil vzdevek »Kubanski lev«. 125. zmago je dosegel 28. oktobra, 13. novembra 1943 pa je postal poveljnik prve skupine, I./JG 52. 2. marca 1944 je bil odlikovan s hrastovimi listi k viteškemu križcu (418. dobitnik) za doseženih 133 zračnih zmag. 
19. maja je bil ranjen in umaknjen z bojišča. 11. junija 1944 so ga premestili za inštruktorja v šolo poveljnikov lovskih oddelkov. 
Oktobra 1944 je bil Wiese premeščen v poveljstvo lovskega polka JG 77, 1. decembra istega leta pa je bil povišan v majorja in imenovan za poveljnika polka  (Geschwaderkommodore) JG 77. 25. decembra 1944 je moral, po spopadu z britanskimi lovci Supermarine Spitfire nad Porurjem, izskočiti iz svojega zadetega lovca Messerschmitt Bf 109 G-14. Izskočil je na višini 9.000 metrov, vendar se je njegovo padalo odprlo šele 80 metrov nad tlemi. Zaradi trdega pristanka se je resno poškodoval in do konca vojne ni več mogel leteti.
Decembra 1945 so ga aretirali ameriški vojaki in ga kasneje izročili Sovjetom. Ti so ga zaprli in ga iz zapora izpustili šele leta 1950. 1956 se je reaktiviral v prenovljeno Luftwaffe. Upokojil se je 30. novembra leta 1970 s činom podpolkovnika. 
Johannes Wiese je sodeloval v 480 nalogah, in dosegel 133 potrjenih zračnih zmag, čeprav je sam prijavil še dodatnih 75 zmag, ki pa niso bile priznane. V svoji karieri lovskega pilota je moral petkrat zasilno pristati. 

## Odlikovanja
- Ehrenpokal (6. november 1941)
- Nemški križ v zlatu (8. februar 1943)
- Viteški križ železnega križa (Ritterkreuz) (5. januar 1943)
- Hrastovo listje k viteškemu križu (Eichenlaub) (2. marec 1944)